# Bréville (Charente)
Bréville település Franciaországban, Charente megyében. Lakosainak száma 440 fő (2022. január 1.). Bréville Sainte-Sévère, Ballans, Brie-sous-Matha, Mons, Sonnac és Val-de-Cognac községekkel határos.

## Népesség
A település népessége az elmúlt években az alábbi módon változott:
| Lakosok száma | 491  | 495  | 512  | 506  | 517  | 503  | 466  | 462  | 449  | 440  |
|               | 1968 | 1982 | 1999 | 2006 | 2011 | 2015 | 2017 | 2018 | 2020 | 2022 |